# Deutschland Tour 2006
| Endstand nach der 8. Etappe | Endstand nach der 8. Etappe | Endstand nach der 8. Etappe |
| --------------------------- | --------------------------- | --------------------------- |
| Sieger                      | Jens Voigt                  | 32:11:10 h (42,298 km/h)    |
| Zweiter                     | Levi Leipheimer             | + 1:38 min                  |
| Dritter                     | Andrei Kaschetschkin        | + 2:23 min                  |
| Vierter                     | Wladimir Gussew             | + 2:33 min                  |
| Fünfter                     | Jewgeni Petrow              | + 2:57 min                  |
| Sechster                    | Marzio Bruseghin            | + 3:42 min                  |
| Siebter                     | Íñigo Cuesta                | + 4:08 min                  |
| Achter                      | Stijn Devolder              | + 4:09 min                  |
| Neunter                     | Eddy Mazzoleni              | + 4:36 min                  |
| Zehnter                     | Pablo Lastras               | + 4:38 min                  |
| Punktewertung               | Erik Zabel                  | 115 P.                      |
| Zweiter                     | Jens Voigt                  | 88 P.                       |
| Dritter                     | Andrei Kaschetschkin        | 62 P.                       |
| Bergwertung                 | Sebastian Lang              | 21 P.                       |
| Zweiter                     | Andrei Kaschetschkin        | 21 P.                       |
| Dritter                     | Jens Voigt                  | 20 P.                       |
| Nachwuchswertung            | Wladimir Gussew             | 32:13:43 h                  |
| Zweiter                     | Stefan Schumacher           | + 2:15 min                  |
| Dritter                     | Thomas Dekker               | + 3:49 min                  |
| Teamwertung                 | Team Gerolsteiner           | 96:42:18 h                  |
| Zweiter                     | Team CSC                    | + 0:13 min                  |
| Dritter                     | Discovery Channel           | + 3:01 min                  |

Die Deutschland Tour 2006, das jeweils wichtigste deutsche Etappenrennen im Straßenradsport, fand vom 1. bis 9. August 2006 statt. Der Start der achten Austragung der Rundfahrt seit ihrer Wiedereinführung erfolgte erstmals mit einem Prolog – ausgetragen in Düsseldorf. Nach acht Etappen wurde das Ziel in Karlsruhe erreicht. Die Strecke mit einer vorgesehenen Gesamtlänge von 1.390,5 Kilometern bestand aus zwei flachen Einzelzeitfahren (darunter der Prolog), zwei Bergankünften nach Seefeld und St. Anton, sowie vier flachen und einer mittelschweren Etappe in den Harz. Durch die Verkürzung der fünften Etappe, mit der Nichtüberquerung des Kühtaisattels, verringerte sich die Gesamtdistanz der Rundfahrt auf 1.361,4 Kilometer. Die Zahl der Bergankünfte änderte sich durch Beibehaltung des Zielortes Seefeld der fünften Etappe jedoch nicht.
Trotz der negativen Schlagzeilen im Vorfeld der Rundfahrt war das Zuschauerinteresse sowohl am Straßenrand als auch an den Fernsehgeräten sehr groß.

## Verlauf

### Prolog
Der 5,5 Kilometer lange Auftakt der Rundfahrt wurde aufgrund des wechselhaften Wetters mit heftigem Regen und starkem Wind von mehreren Stürzen geprägt. Geheimfavorit Stefan Schumacher verlor bei einem solchen Sturz mit daraus resultierendem Defekt an Kette und Vorderreifen 1:28 Minuten auf den Tagessieger Wladimir Gussew, der sich knapp vor T-Mobile-Nachwuchstalent Linus Gerdemann und dem deutschen Zeitfahrmeister Sebastian Lang vom Team Gerolsteiner durchsetzen konnte.
Lange Zeit hatte der deutsche Meister des Vorjahres Gerald Ciolek die Bestzeit gehalten. Er war bereits als Zweiter auf den Kurs gegangen und fand im Gegensatz zum Großteil seiner Konkurrenten noch gute Streckenbedingungen vor.

### 1. Etappe

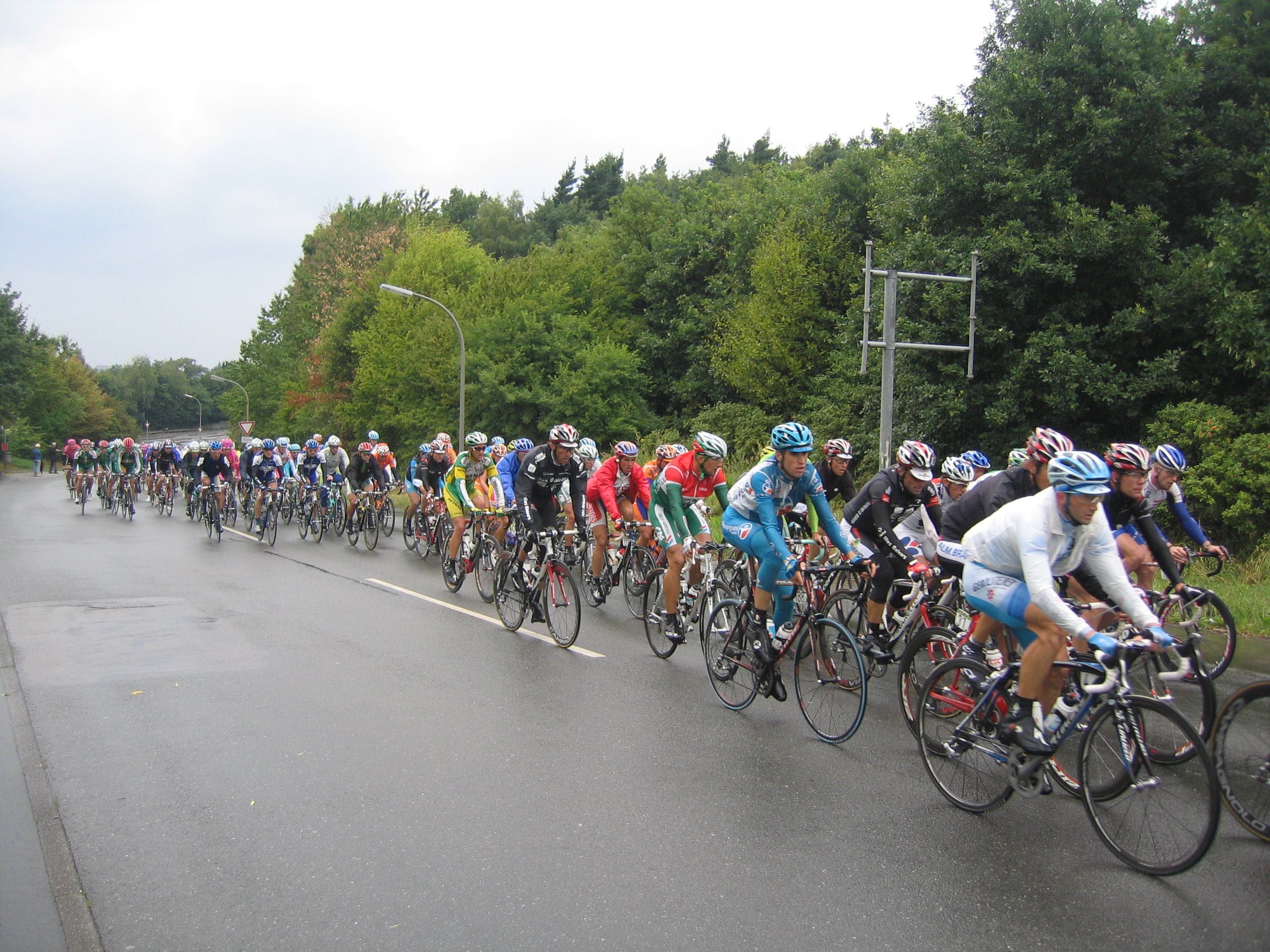
Fahrerfeld auf der ersten Etappe bei Dortmund-Hohensyburg

Wie bereits am Vortag beim Prolog war das Rennen von den schlechten Witterungsbedingungen geprägt. Noch in der ersten Rennstunde setzte sich ein Spitzenduo, Anttón Luengo und Andreas Matzbacher, ab. Ihr Maximalvorsprung lag bei knapp über sechs Minuten. Sie wurden 23 Kilometer vor dem Ziel vom Hauptfeld eingeholt.
An der letzten Bergwertung des Tages in Steinhagen, 6,5 Kilometer vor dem Ziel, forcierten einige Fahrer das Tempo deutlich. Stefan Schumacher, der Pechvogel des Prologs,  erreichte die Kuppe mit einem kleinen Vorsprung, den er jedoch nicht bis ins Ziel verteidigen konnte. Danach versuchte es sein Teamkollege Sebastian Lang, der aber von einem Kameramotorrad ausgebremst wurde. Im Zielsprint siegte Assan Basajew vom Team Astana vor Danilo Napolitano und Erik Zabel.
Der Erfolg im Sprint war erste ProTour-Sieg Basajews. Wladimir Gussew konnte seine Gesamtführung dank einer Zeitgutschrift bei einem der Zwischensprints um eine Sekunde auf seine ärgsten Verfolger ausbauen.

### 2. Etappe
Nach mehreren erfolglosen Ausreißversuchen zu Beginn startete bei Rennkilometer 23 der Deutsche Ronny Scholz, dem kein anderer Fahrer folgte, eine Soloflucht. Sein Maximalvorsprung lag zwischenzeitlich bei 6:45 Minuten, am Fuße des Harzes war dieser auf noch etwa 2:30 min geschmolzen. Nach 107 Kilometern Solofahrt holte ihn das Feld ein.
Am Kulminationspunkt der ersten Bergwertung in Bad Grund fand sich eine achtköpfige Spitzengruppe mit prominenten Namen wie Jens Voigt und Stefan Schumacher. Doch auch ihr Vorsprung von maximal 0:24 Minuten war bereits im kurz danach folgenden zweiten Anstieg nach Bockswiese aufgebraucht.
Dort formierte sich eine neue Spitzengruppe mit Voigt, Davide Rebellin und Andrei Kaschetschkin. Sie verteidigten ihren Vorsprung auf der Abfahrt nach Goslar und erreichten gemeinsam die Zielgerade. Im Schlussspurt siegte Voigt vor Rebellin, der in der letzten Kurve mit dem Hinterrad leicht wegrutschte, und Kaschetschkin, der dem Sieger ebenfalls keine Gegenwehr mehr leisten konnte. Das Feld folgte vier Sekunden dahinter mit Erik Zabel und Kim Kirchen auf den weiteren Plätzen.

### 3. Etappe
Nach einer unruhigen Startphase setzte sich Marco Pinotti bei Rennkilometer 30 vom Feld ab, dessen Maximalvorsprung bei etwa 9 Minuten lag. Kurz vor dem Zusammenschluss mit dem Hauptfeld etwa 30 Kilometer vor dem Ziel in Schweinfurt attackierten mehrere Fahrer aus selbigem heraus, jedoch erfolglos. Auch danach blieb es unruhig im geschlossenen Hauptfeld. Die Teams der Sprinter hielten das Feld aber bis zur Zielgeraden zusammen. Dort sicherte sich Gerald Ciolek seinen ersten Sieg in der UCI ProTour vor Erik Zabel und André Greipel, die den deutschen Dreifachsieg komplettierten.
Zabel sicherte sich das rote Punktetrikot. Auf das Gelbe Trikot des Gesamtführenden betrug sein Rückstand durch Zeitgutschriften, die er im Zielsprint und bei den Zwischensprints auf der Strecke geholt hatte, nur noch wenige Hundertstel Sekunden.
Am Vortag der Etappe starb ein 37-jähriger Polizist der Motorradstaffel beim Sichern der Strecke, als er von einem umstürzenden Lastkraftwagen erfasst wurde.

### 4. Etappe
Wie an den Vortagen setzte sich gleich zu Beginn ein Duo vom Feld ab. Björn Schröder und Charly Wegelius. Nachdem die zwei ihren Vorsprung rasch auf etwa 7 Minuten ausgebaut hatten, begann das Feld das Tempo rapide zu verschärfen und halbierte den Vorsprung innerhalb von 15 Kilometern. Daraufhin brach Schröder den Ausreißversuch ab, während Wegelius seine Flucht alleine fortsetzte, jedoch wenig später vom Hauptfeld eingeholt wurde.
Danach bildete sich bei Kilometer 90 eine neue Spitzengruppe, die aus drei Fahrern bestand. Marcel Sieberg, Sébastien Minard und Markel Irízar fuhren einen Maximalvorsprung von circa 2:55 Minuten heraus. Dort diktierte das Team Milram, in gesamter Mannschaftsstärke an der Spitze des Feldes fahrend, das Tempo. Als noch etwa 6,5 Kilometer zu fahren waren, griff Sieberg in der Ausreißergruppe an und setzte eine Flucht alleine fort. Jedoch reichte sowohl der Vorsprung von Sieberg als auch der des Verfolgerduos nicht aus und die Flucht endete 4 Kilometer vor dem Ziel.
Auf den anspruchsvollen letzten 1,5 Kilometern, auf denen die Fahrer einen Höhenunterschied von 50 Metern zu überwinden hatten, lag Jens Voigt bis wenige hundert Meter vor dem Zielstrich in Führung. Es siegte jedoch Graeme Brown vor Stefan Schumacher und Erik Zabel, der sich das Gelbe Trikot des Gesamtführenden sicherte.
In der Kolonne der Materialwagen kam es zu einem Auffahrunfall in Geretsried, circa 180 Kilometer nach dem Start, zwischen dem Wagen von T-Mobile und dem neutralen Materialfahrzeug. In diese Kollision war auch der italienische Sprinter Danilo Napolitano verwickelt.

### 5. Etappe
Vor dem Start der Etappe kam es zu einem Protest der Fahrer, da es auf dem Tiroler Kühtaisattel bei Temperaturen um den Gefrierpunkt schneite und regnete. Die Tourorganisation hatte ein Einsehen und änderte daraufhin den Verlauf der Etappe: Statt über das Kühtai zu fahren, setzten die Fahrer ihre Fahrt durch das Inntal fort. Damit verkürzte sich die einstige „Königsetappe“ um etwa 30 Kilometer.
Trotz des schlechten Wetters war das Renntempo von Beginn an sehr hoch. So konnten sich eine 20- und eine 17-köpfige Spitzengruppe nicht entscheidend absetzen und wurden schnell wieder gestellt. Auf der heiklen Abfahrt vom Achensee ins Inntal zerfiel das Hauptfeld in zwei Teile.
Im Tal bei Rennkilometer 83 bildete sich aus dem ersten Feld heraus eine sechsköpfige Spitzengruppe mit László Bodrogi, Christian Knees, Sébastien Rosseler, Jan Boven, Robert Retschke und Paolo Fornaciari. Ihr Vorsprung wuchs aber nie über drei Minuten. Als der Vorsprung unter eine Minute gefallen war, versuchte es Rosseler auf eigene Faust, während der Rest der Gruppe ins Hauptfeld zurückfiel. Rosselers Flucht endete jedoch zu Beginn des Schlussanstieg nach Seefeld.
Im Anstieg bildete sich eine zehnköpfige Spitzengruppe mit Vorjahressieger Levi Leipheimer, Jens Voigt, Wladimir Gussew, Leonardo Piepoli und Andrei Kaschetschkin. Kaschetschkin, Leipheimer und Piepoli konnten sich kurz vor der Bergwertung von den restlichen Fahrern lösen. Sie überquerten gemeinsam die Bergwertung, während Voigt mit neun Sekunden Rückstand folgte. Nach der Bergwertung, der ein drei Kilometer langes Flachstück folgte, attackierte Leipheimer aus der Spitzengruppe heraus und siegte vor Kaschetschkin und Marzio Bruseghin, der auf dem Flachstück wieder Anschluss gefunden hatte.
Voigt, der mit drei Sekunden Rückstand das Ziel erreichte, übernahm das Gelbe Trikot des Führenden im Gesamtklassement. Kaschetschkin übernahm die Führung in der Bergwertung von Stefan Schumacher.

### 6. Etappe
Gleich zu Beginn der „neuen“ Königsetappe gab es wieder einige Ausreißversuche. Auf der Abfahrt von Seefeld ins Leutaschtal, zehn Kilometer nach dem Start, lösten sich Erik Zabel, Sebastian Lang und Mathew Hayman vom Feld ab. Wenig später stieß mit Sébastien Rosseler ein vierter Fahrer hinzu. Das Quartett fuhr bis zum Anstiegsbeginn des Hahntennjoch einen Vorsprung von 11:25 Minuten heraus.
Dort konnten Rosseler und Hayman dem Tempo der beiden Deutschen nicht folgen und fielen zurück. Im Hauptfeld machte das Team Astana das Tempo, wobei immer wieder einzelne Fahrer vergeblich versuchten sich zu lösen. Das Hauptfeld minimierte sich auf eine etwa 20 Fahrer starke Gruppe mit allen Favoriten auf den Gesamtsieg. Alexander Winokurow, Linus Gerdemann und Patrik Sinkewitz gehörten jedoch nicht zu dieser Gruppe, die die Passhöhe 8:08 Minuten hinter dem Führungsduo überquerte.
Auf dem Weg zum Schlussanstieg schrumpfte der Vorsprung des Führungsduos drastisch. Kurz nachdem die beiden St. Anton passiert hatten und in den Schlussanstieg zum Arlbergpass einfuhren, holte sie das Feld ein, wo Winokurow das Tempo deutlich erhöhte. Dann übernahm das Team Gerolsteiner die Führung in der Gruppe. Wenig später das Team CSC in Form von Íñigo Cuesta für seinen Kapitän Jens Voigt. Als die Gruppe noch circa zwölf Fahrer stark war, griff Levi Leipheimer an. Ihm folgten nur Voigt, Andrei Kaschetschkin und Jewgeni Petrow. Zwei Kilometer vor dem Ziel riss eine Lücke zwischen dem Duo Leipheimer-Kaschetschkin und dem Duo Voigt-Petrow. In einem Tunnel griff Kaschetschkin erfolglos an, während Voigt mit seinem Kontrahenten wieder aufschließen konnte. Im Zielsprint des Quartetts siegte Voigt, dem im Sprint keiner folgen konnte. Hinter ihm folgten Leipheimer und mit leichtem Abstand Kaschetschkin und Petrow.
Mit seinem zweiten Erfolg baute Voigt seine Führung in der Gesamtwertung auf den neuen Gesamtzweiten Leipheimer aus. Lang übernahm trotz Punktgleichheit mit Kaschetschkin die Führung in der Bergwertung, da er mit dem Hahntennjoch einen kategoriehöheren Berg als Kaschetschkin als Erster überquert hatte.

### 7. Etappe

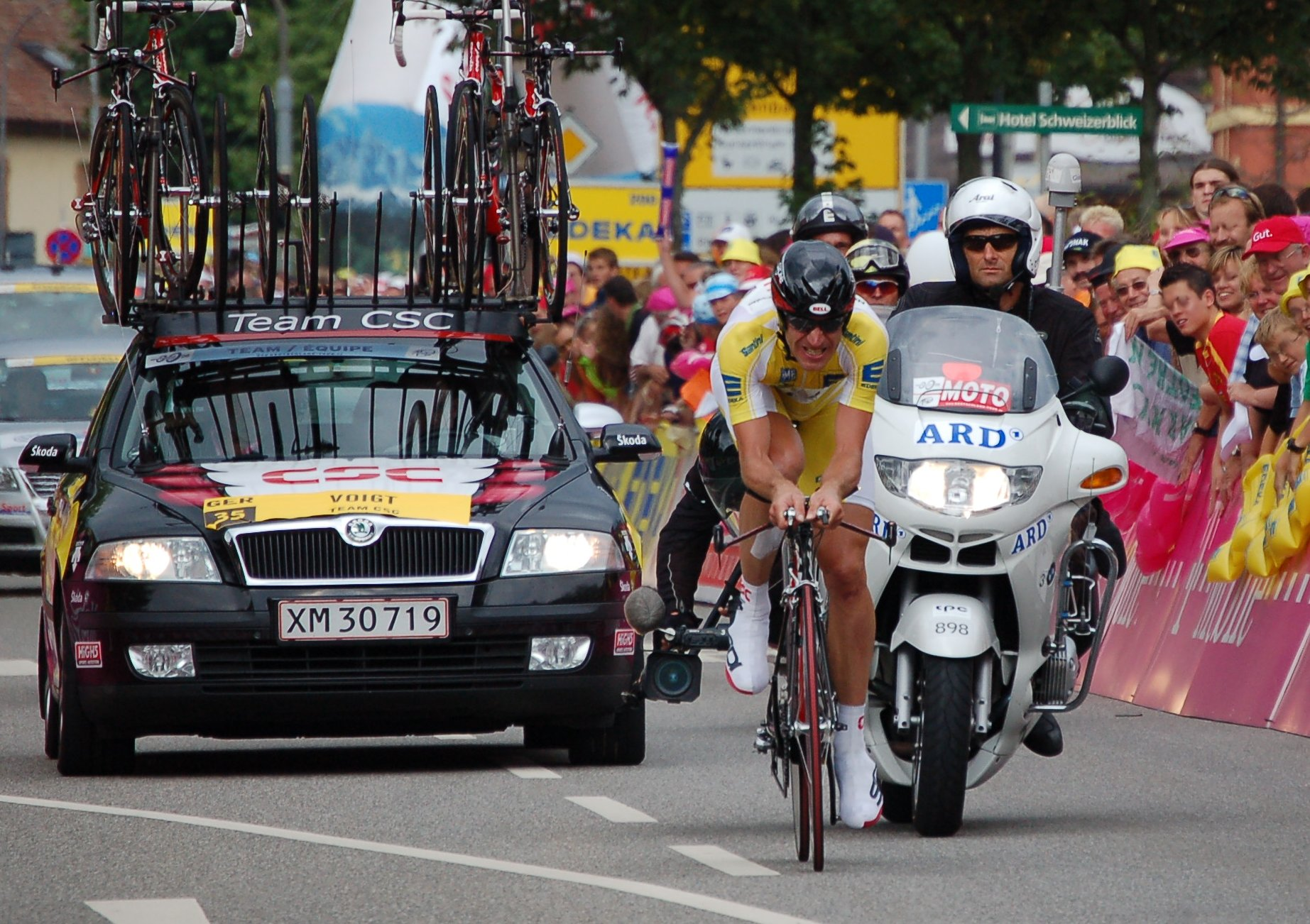
Jens Voigt vor der Zieleinfahrt

Das 38,2 Kilometer lange Einzelzeitfahren rund um Bad Säckingen wurde zu einer Triumphfahrt für den Gesamtführenden Jens Voigt.
Die erste Richtzeit setzte Marco Pinotti mit 47:06 Minuten. Jedoch war seine Zeit nicht ausreichend, um sich den Tagessieg zu sichern. László Bodrogi, der ungarische Zeitfahrmeister, setzte mit 46:06 Minuten eine, auch für die Favoriten, ernstzunehmende Zeit.
Dann folgten die Favoriten auf den Gesamtsieg. Die Spannung im Kampf um das Gelbe Trikot verflog jedoch schon an der ersten Zwischenzeit als Voigt die Bestzeit vorlegte und Levi Leipheimer um 19 Sekunden distanzierte. An den folgenden Messpunkten baute er seinen Vorsprung kontinuierlich aus. Im Ziel unterbot er die bisherige Bestzeit von Bodrogi, der Etappenzweiter wurde, um 1:03 Minuten. Leipheimer verlor insgesamt 1:14 Minuten auf Voigt und wurde Etappenfünfter, blieb aber Zweiter in der Wertung um das Gelbe Trikot. Auf den Plätzen 3 und 4 im Tagesklassement folgten Sebastian Lang, der sich auf der Strecke von einem Fahrzeug der Tour-Organisation behindert fühlte, und Alexander Winokurow, dessen Form im Hinblick auf die Vuelta a España, wie bereits am Vortag, nach oben zeigte.
Andrei Kaschetschkin verbesserte sich im Gesamtklassement vom fünften auf den dritten Rang. Im Kampf um das Rote Trikot verkürzte Voigt durch seinen dritten Etappensieg den Rückstand auf Erik Zabel. Stefan Schumacher schob sich in der Nachwuchswertung auf den zweiten Platz hinter Wladimir Gussew, während das Team Gerolsteiner wieder die Führung in der Mannschaftswertung übernahm.

### 8. Etappe

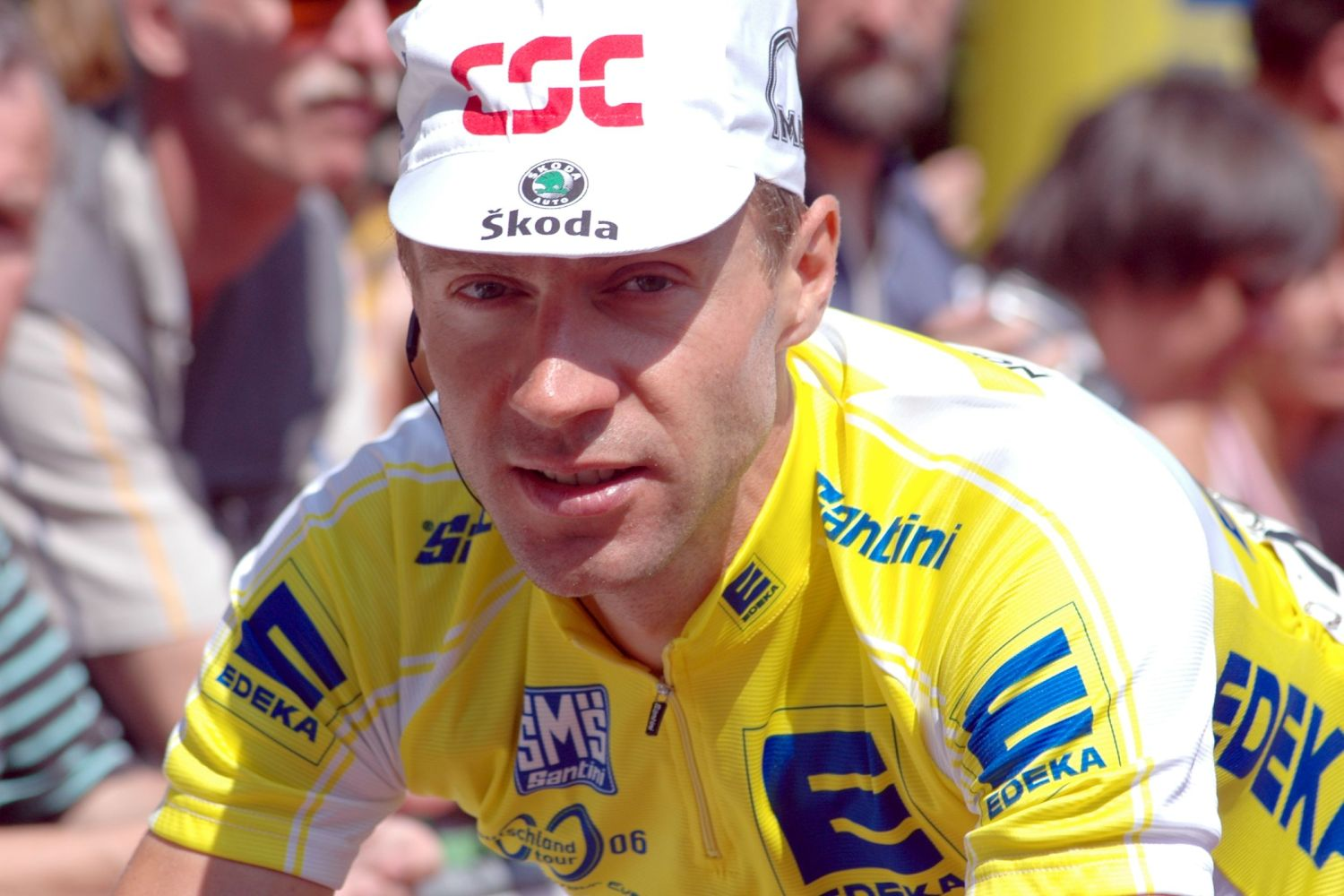
Jens Voigt kurz vor dem Start in Bad Krozingen

Auf dem letzten Tagesabschnitt setzte sich nach einigen erfolglosen Ausreißversuchen bei Kilometer 25 das Trio Pascal Hungerbühler, Lloyd Mondory und Mads Kaggestad, der der Initiator der Flucht war, ab. Sie fuhren etwa 130 Kilometer lang mit maximal circa 6 Minuten Vorsprung an der Spitze. Kurz vor der ersten Zielpassage in Karlsruhe beendete das Hauptfeld die Flucht der drei Fahrer.
Von da an wurde das Tempo durch die Teams der Sprinter sehr hoch gehalten, so dass Ausreißversuche kaum möglich waren. Im Zielsprint sicherte sich Graeme Brown knapp seinen zweiten Tagessieg. Auf den weiteren Plätzen folgten Erik Zabel und Danilo Napolitano.
Jens Voigt behielt problemlos die Führung im Gesamtklassement und sicherte sich den 50. Profisieg seiner Karriere. Auch im Kampf um die Sprintwertung kam es zu keiner Veränderung, Zabel sicherte sich das Trikot zum insgesamt sechsten Mal. Mit Sebastian Lang gewann ein weiterer Deutscher das Wertungstrikot des besten Bergfahrers. Die Nachwuchswertung gewann Wladimir Gussew souverän und das Team Gerolsteiner triumphierte in der Mannschaftswertung.

## Etappen
| Etappen   | Tag       | Start – Ziel                            | km         | Etappensieger   | Gesamterster    |
| --------- | --------- | --------------------------------------- | ---------- | --------------- | --------------- |
| Prolog    | 1. August | Düsseldorf                              | 5,5 (EZF)  | Wladimir Gussew | Wladimir Gussew |
| 1. Etappe | 2. August | Düsseldorf – Bielefeld                  | 198,2      | Assan Basajew   | Wladimir Gussew |
| 2. Etappe | 3. August | Minden – Goslar                         | 181,5      | Jens Voigt      | Wladimir Gussew |
| 3. Etappe | 4. August | Witzenhausen – Schweinfurt              | 203,3      | Gerald Ciolek   | Wladimir Gussew |
| 4. Etappe | 5. August | Heidenheim – Bad Tölz                   | 203        | Graeme Brown    | Erik Zabel      |
| 5. Etappe | 6. August | Bad Tölz – Seefeld (AUT)                | 192,1*     | Levi Leipheimer | Jens Voigt      |
| 6. Etappe | 7. August | Seefeld – St. Anton (Arlbergpass) (AUT) | 196,6      | Jens Voigt      | Jens Voigt      |
| 7. Etappe | 8. August | Bad Säckingen                           | 38,2 (EZF) | Jens Voigt      | Jens Voigt      |
| 8. Etappe | 9. August | Bad Krozingen – Karlsruhe               | 172,1      | Graeme Brown    | Jens Voigt      |

* verkürzt auf 163 km wegen Temperaturen um den Gefrierpunkt, Schneefall und Regen auf dem Kühtaisattel

## Wertungen im Tourverlauf
Die Tabelle zeigt den Führenden der jeweiligen Wertung nach der Etappe an.
| Etappe    | Gesamtwertung   | Punktewertung   | Bergwertung          | Nachwuchswertung | Teamwertung       | Aktivster Fahrer   |
| --------- | --------------- | --------------- | -------------------- | ---------------- | ----------------- | ------------------ |
| 1. Etappe | Wladimir Gussew | Wladimir Gussew | Wladimir Gussew      | Wladimir Gussew  | Discovery Channel | nicht vergeben     |
| 2. Etappe | Wladimir Gussew | Wladimir Gussew | Stefan Schumacher    | Wladimir Gussew  | Discovery Channel | Andreas Matzbacher |
| 3. Etappe | Wladimir Gussew | Wladimir Gussew | Davide Rebellin      | Wladimir Gussew  | Team Gerolsteiner | Ronny Scholz       |
| 4. Etappe | Wladimir Gussew | Erik Zabel      | Stefan Schumacher    | Wladimir Gussew  | Team Gerolsteiner | Marco Pinotti      |
| 5. Etappe | Erik Zabel      | Erik Zabel      | Stefan Schumacher    | Wladimir Gussew  | Team Gerolsteiner | Marcel Sieberg     |
| 6. Etappe | Jens Voigt      | Erik Zabel      | Andrei Kaschetschkin | Wladimir Gussew  | Team CSC          | Sven Teutenberg    |
| 7. Etappe | Jens Voigt      | Erik Zabel      | Sebastian Lang       | Wladimir Gussew  | Team CSC          | Erik Zabel         |
| 8. Etappe | Jens Voigt      | Erik Zabel      | Sebastian Lang       | Wladimir Gussew  | Team Gerolsteiner | nicht vergeben     |
| Sieger    | Jens Voigt      | Erik Zabel      | Sebastian Lang       | Wladimir Gussew  | Team Gerolsteiner | nicht vergeben     |